# Pianoconcert nr. 13 (Mozart)
Pianoconcert nr. 13 in C majeur, KV 415, is een pianoconcert van Wolfgang Amadeus Mozart. Hij schreef het stuk in 1782 en 1783 in Wenen.

## Orkestratie
Het pianoconcert is geschreven voor:
- Twee hobo's
- Twee fagotten
- Twee hoorns
- Twee trompetten
- Pauken
- Pianoforte
- Strijkers

## Onderdelen
Het concert bestaat uit drie delen:
1. Allegro
2. Andante
3. Allegro